# Drabescus gressitti
Drabescus gressitti är en insektsart som beskrevs av Evans 1972. Drabescus gressitti ingår i släktet Drabescus och familjen dvärgstritar. Inga underarter finns listade i Catalogue of Life.